# Міжнародна спілка лісових дослідницьких організацій
Міжнародна спілка лісових дослідницьких організацій (IUFRO — International Union of Forest Research Organizations; в Україні застосовують трансліт. ІЮФРО). ІЮФРО — некомерційна, неурядова, недискримінаційна міжнародна мережа лісових учених, єдина всесвітня міжнародна організація, присвячена наукам про ліси і пов'язаним із ними.
Мета ІЮФРО — сприяння міжнародній координації і кооперації в усіх дослідженнях, пов'язаних із лісами та деревами для благополуччя лісів і людей, що від них залежать. Діяльність ІЮФРО спрямована на сприяння кращому розумінню екології лісів планети, їх збереженню, збалансованому управлінню лісами з захистом довкілля, стимулювання використання наукових знань для прийняття вірних політичних рішень. ІЮФРО сприяє накопиченню, обміну та розповсюдженню наукових знань, забезпеченню доступу до відповідної інформації, надає допомогу науковцям і установам у підсиленні їх дослідницької потужності, матеріально підтримує науковців із країн, що розвиваються, і з перехідною економікою.
ІЮФРО об'єднує понад 15000 науковців майже 700 членів-організацій із понад 110 країн і є членом міжнародної ради наукових спілок (ICSU). Створення ІЮФРО ініційоване Міжнародним конгресом сільського господарства та лісівництва у Відні. Під назвою Міжнародна Спілка лісових дослідницьких установ почала роботу в Еберсвальді (Німеччина) в 1892 році (представники Німеччини, Австрії і Швейцарії). У 1983 році — засновано програму для країн, що розвиваються (SPDC). З 1990 правління розташоване в Австрії. У 2001 році прийнято новий статут.
ІЮФРО співробітничає з ФАО з питань організації лісових конгресів, з ЮНЕСКО, міжнародною спілкою охорони природи і природних ресурсів (МСОП), міжнародною спілкою біологічних наук (IUBS) — з питань просвіти, науки і культури. Основним джерелом фінансів ІЮФРО є членські внески дослідницьких організацій, університетів, окремих учених, неурядових організацій, власників лісів та інших. Керівні органи ІЮФРО: конгрес, міжнародна рада, правління, виконавчий комітет, консультативна рада, президент, віце-президенти, виконавчий секретар, відповідальний за фінанси.

## Структура ІЮФРО
Структура ІЮФРО включає підрозділи (лісівництво, фізіологія і генетика, лісові операції, лісовий облік, моделювання та менеджмент, лісові продукти; суспільні, економічні, інформаційні й політичні науки; здоров'я лісу; лісове середовище), дослідницькі групи і робочі партії, спеціальні групи, спеціальні програми і проекти.
Спеціальні групи (Task Forces) — утворюються на обмежений період часу з участю представників різних підрозділів, їх діяльність присвячена питанням змін у навколишньому середовищі; управління та збереження лісових генетичних ресурсів; взаємодії науки й політики; ролі лісів у циклі депонування та зберігання вуглецю; інформаційним технологіям у лісовому секторі; лісовій біотехнології, лісу й воді тощо.
Стратегія ІЮФРО на 2006—2010 рр. наголошує на трьох цілях: посилення досліджень на користь лісу та людей, розширення стратегії партнерства та кооперації, посилення зв'язків між науковою спільнотою, студентами, політиками і всім суспільством.

## Організації-члени ІЮФРО в Україні
Організації-члени ІЮФРО в Україні: Національний Львівський Лісотехнічний Університет; Український науково-дослідний інститут лісового господарства та агролісомеліорації імені Г. М. Висоцького; Інститут Екології Карпат; Український науково-дослідний інститут гірського лісівництва імені П. С. Пастернака, Навчально-науковий інститут лісового і садово-паркового господарства Національного аграрного Університету.